# Eldorado do Sul
Eldorado do Sul é um município brasileiro da Região Metropolitana de Porto Alegre, no estado do Rio Grande do Sul, banhado pelas águas do lago Guaíba.

## História
A bandeira do município de Eldorado do Sul tem a seguinte representação simbólica: a roda dentada representa a atividade industrial do município, os verdes campos representam os campos, a cabeça bovina representa a atividade agropastoril, os cachos de sementes representam a produção agrícola do município e a edificação sobre o brasão representa a fachada do Instituto de Pesquisas Veterinárias Desidério Finamor - IPVDF, tradicional instituição do governo do Estado localizada em Eldorado do Sul.
O município de Eldorado do Sul nasceu na metade do século XVIII. O território onde está situado foi inicialmente ocupado por estancieiros açorianos pertencentes ao grupo pioneiro de Jerônimo de Ornellas.
A partir de 1930, a região à margem direita do Lago Guaíba passou a servir de balneário turístico à população de Porto Alegre e de porto para os barcos que vinham para a capital, como meio de transporte. Por volta de 1960, a área passou a ser habitada por colonizadores de origem alemã, que deram à localidade o nome de Balneário Sans Souci.
A região era composta de propriedades particulares que se dedicavam integralmente à pecuária e à cultura do arroz até a década de 1960. Nesse período as áreas passaram a ser fracionadas em chácaras e lotes menores e vendidas para fins de moradia. Pela sua proximidade com a capital, 11 km, e devido ao seu fácil acesso através da BR-116, que há pouco tempo havia sido construída, houve um incremento na procura por terrenos nesta localidade, dando origem à “Vila Medianeira”.
O crescimento populacional nestas regiões foi intenso na década de 70 e início da década de 80. Após anos de reivindicações, em 1985 começaram os trabalhos oficiais de emancipação da cidade, que buscavam a melhoria das condições e o desenvolvimento urbano para os bairros Medianeira, Itaí, Bom Retiro e Guaíba Country Club. Após anos de mobilização, o trabalho de conquista da emancipação foi recompensado com o desmembramento destas áreas do Município de Guaíba. Em 8 de junho de 1988 é criado o Município de Eldorado do Sul.
O nome escolhido para a região emancipada, “Eldorado”, é de origem espanhola e significa “Terra do Ouro”, país imaginário que se dizia existir na América Meridional, lugar pródigo em delícias e riquezas.

## Localização
O Município de Eldorado do Sul está localizado na Região Carbonífera e apresenta como municípios limítrofes:
| Noroeste: Charqueadas      | Norte: Triunfo | Nordeste: Porto Alegre |
| Oeste: Arroio dos Ratos    |                | Leste:Porto Alegre     |
| Sudoeste: Mariana Pimentel | Sul: Guaíba    | Sudeste: Porto Alegre  |

Vias de Acesso: BR 116, BR 290

Distâncias em relação ao Centro de Eldorado do Sul:
- Porto Alegre:12 km

- Guaíba: 15 km

- Caxias do Sul: 140 Km

- Santa Maria: 280 km

- Pelotas: 240 km

- Osório: 110 km

## Dados do município

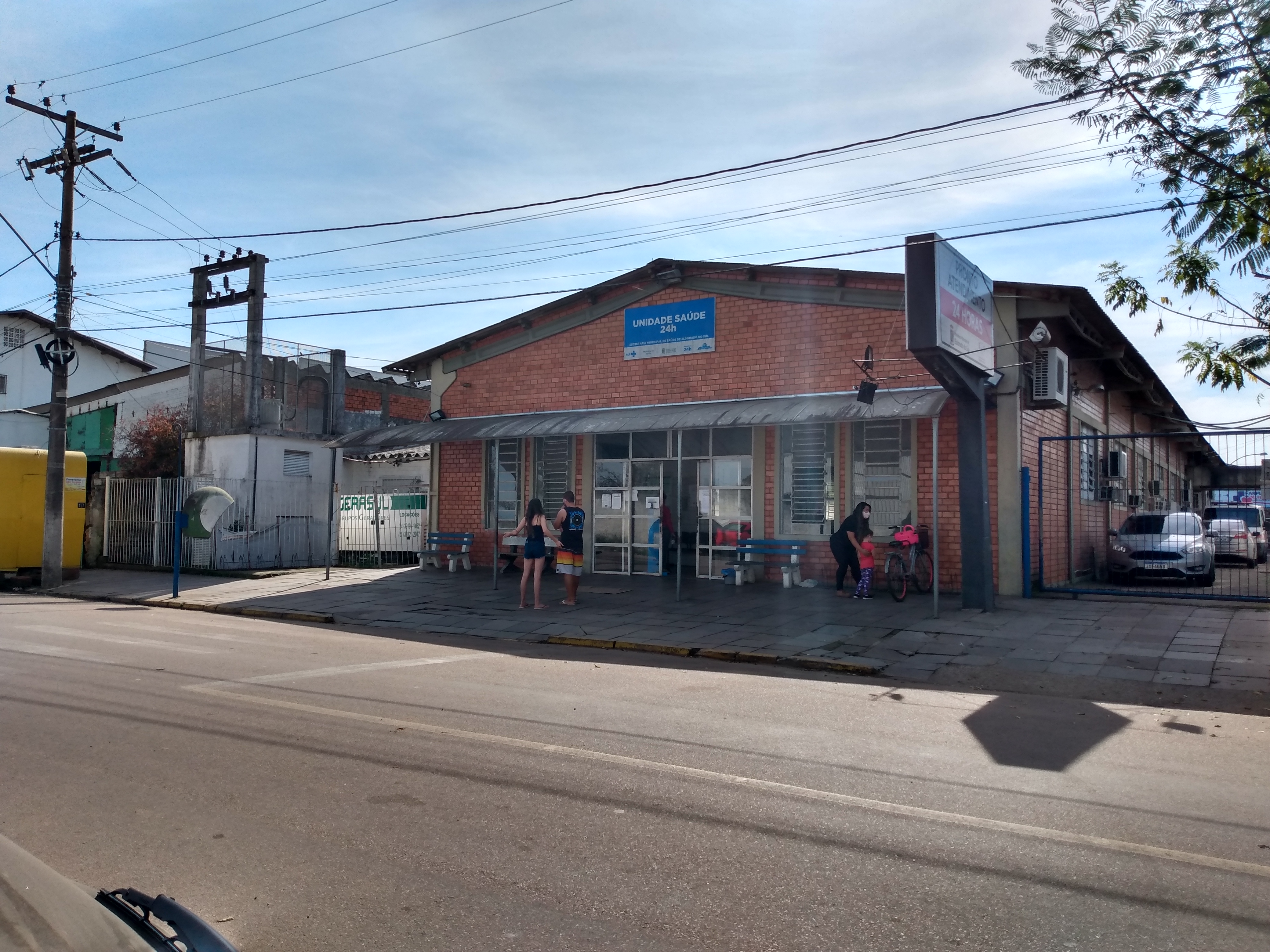
Centro de pronto atendimento em Eldorado do Sul

Eldorado do Sul está completando 30 (8 junho de 2018) anos de Emancipação Política e Administrativa e vive um momento de expansão e desenvolvimento.
Localizado a 12 km da capital gaúcha, o Município tem atraído diversos investimentos na área de habitação e vem se constituindo em um pólo para instalação de empresas de vários segmentos.
No setor primário, destacam-se o cultivo do arroz e a pecuária, além da produção de hortifrutigranjeiros.
O município também é privilegiado com a paisagem natural das margens do rio Jacuí, abrigando parte da área de preservação ambiental do Parque Estadual Delta do Jacuí, criado em janeiro de 1976.
Eldorado tem atraído sedes administrativas de diversas empresas como as Lojas Lebes, Dimed-Panvel e Cervosul, além de empreendimentos imobiliários como os condomínios de Luxo Ilhas Park e Ponta da Figueira Marina, ambos com canais navegáveis com saída para o lago Guaíba. Este último ainda conta com praias artificiais a beira do rio. A cidade também é conhecida por abrigar a fábrica da Dell Brasil.
A cultura tradicionalista gaúcha é destaque em Eldorado do Sul, manifestada através do intenso envolvimento e participação da comunidade em diversos Centros Nativistas como o CTG Porteira da Tradição.
O Instituto de Pesquisas Veterinárias Desidério Finamor, fundado em 1948, é referência mundial na área de saúde animal. Realiza pesquisas de ponta para diagnóstico, controle e prevenção de doenças de animais e com impacto na saúde pública. é também sede do Programa de Pós-Graduação em Saúde Animal, aberto em 2014.

## Transportes

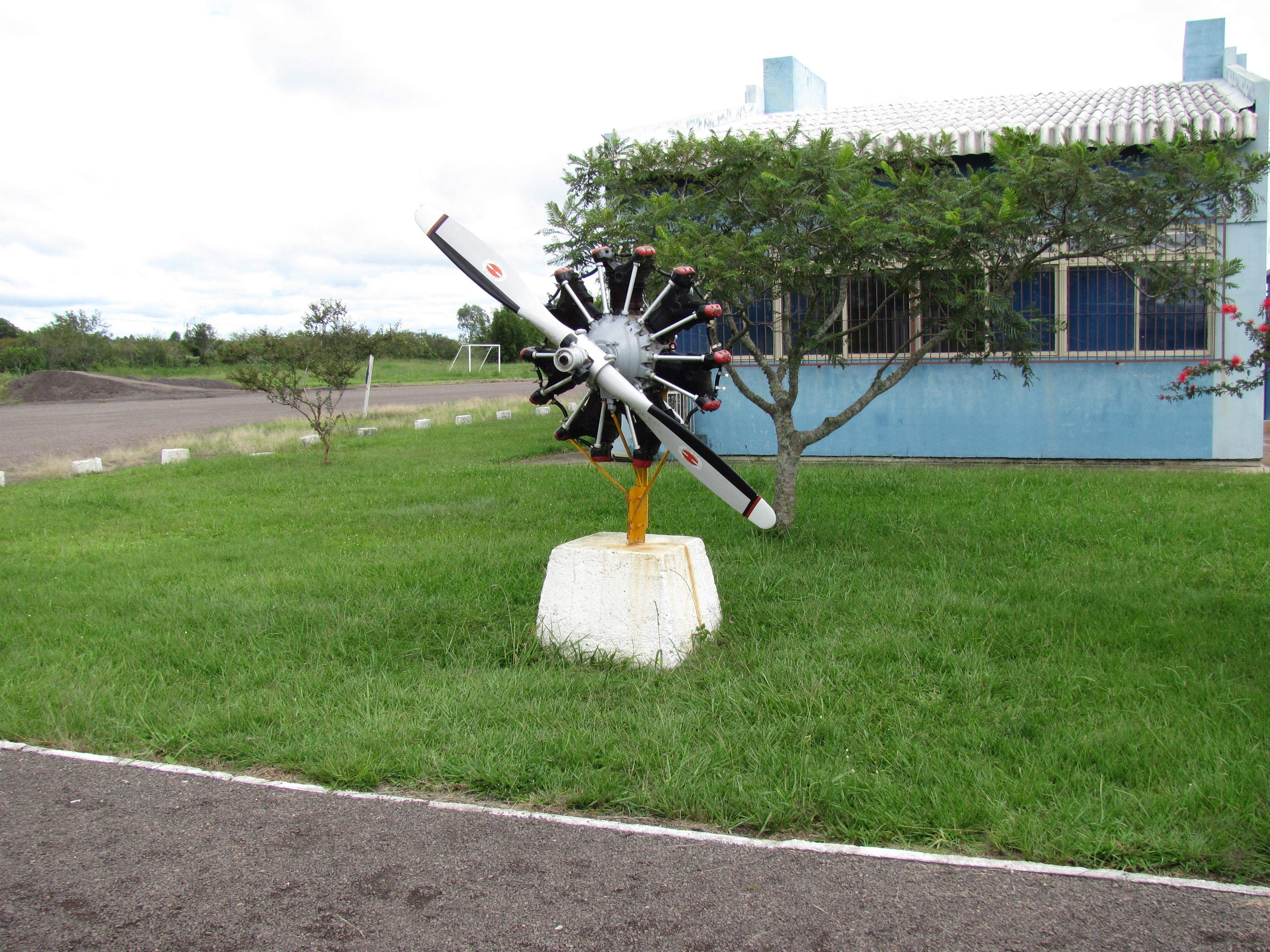
Monumento em frente ao Aeroclube de Eldorado do Sul

Eldorado do Sul tem como principais vias de acesso a Estrada do Conde e a BR-116 (por Guaíba), a BR-290 (por Porto Alegre e Arroio dos Ratos) e a RS 401 (por Charqueadas).
O município por seu tamanho não possui ligação de trens e nem ônibus urbanos, porém conta com os serviços da empresa de ônibus metropolitano Expresso Rio Guaíba, que faz viagens horárias para Porto Alegre, Guaíba e Alvorada.
Também é ponto de parada para ônibus executivos que saem da Rodoviária de Porto Alegre vão para o interior do estado.

## Cidades-irmãs
- Eldorado (Misiones) Desde 2012

## Prefeitos
- Ver: Lista de prefeitos de Eldorado do Sul

## Bairros da cidade

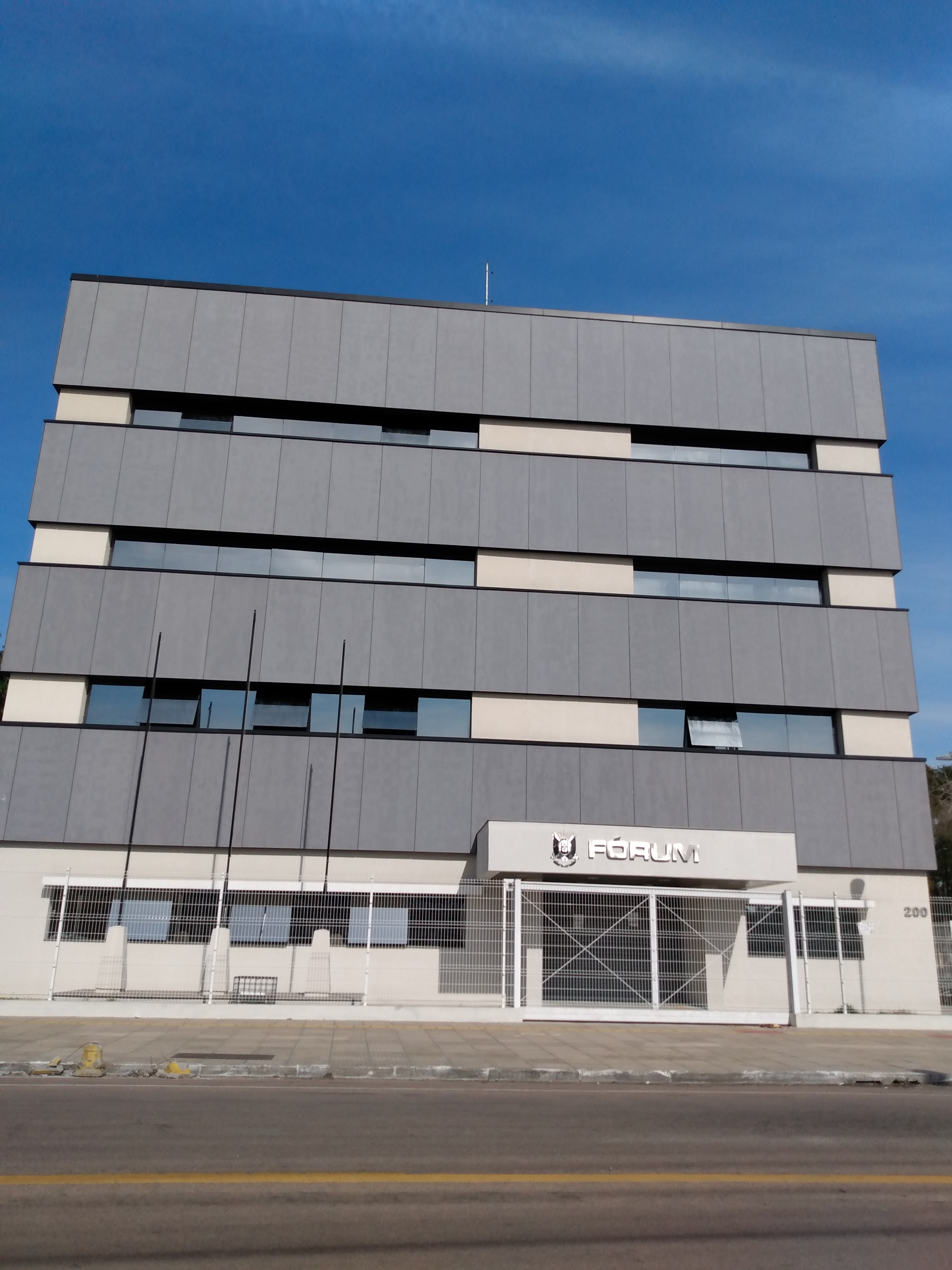
Fórum de Eldorado do Sul, no Centro. Inaugurado em 2019

- Distrito de Bom Retiro: É conhecido dentro do município por ter o maior campo de rodeio da cidade, e por fornecer várias imagens naturais maravilhosas, como a de uma antiga fábrica de celulose que lá se encontra.
- Centro
- Centro Novo
- Residencial
- Chácara
- Cidade Verde: Um dos mais antigos da cidade, o bairro faz limite com o Parque Estadual Delta do Jacuí.
- Guaíba Country Club: Bairro distante do centro, composto por propriedades rurais como chácaras e casas de campo, além de um clube para os moradores com várias opções de lazer.
- Itaí
- Medianeira
- Parque Eldorado : Está localizado a 38 quilômetros do centro de Eldorado do Sul, possui grande parte de área verde e belezas naturais. Além disso, essa localidade é conhecida por seus sítios e chácaras.
- Picada: O bairro tem duas pontes que dão na cidade de Porto Alegre, o bairro é mais conhecido dentro da cidade por ter várias mansões à beira do Rio Jacuí.
- Sans Souci : Bairro conhecido por acolher o IPVDF - Instituto de Pesquisas Veterinárias Desidério Finamor, mantido pelo Governo Estadual e possui alta tecnologia em desenvolvimento de vacinas animais.
- Progresso
- Sol Nascente